# باول باربر (لاعب هوكي الحقل)
باول باربر (بالإنجليزية: Paul Barber)‏ هو لاعب هوكي الحقل بريطاني، ولد في 21 مايو 1955 في بيتربرة في المملكة المتحدة.

## وصلات خارجية
- باول باربر على موقع اللجنة الأولمبية الدولية (الإنجليزية)
- باول باربر على موقع أوليمبيديا (الإنجليزية)
- باول باربر على موقع اللجنة الأولمبية البريطانية (الإنجليزية)